# Brug 392
Brug 392 is een kunstwerk tussen Amsterdam-Zuid en Amsterdam Nieuw-West.
De brug is gelegen over de Westlandgracht en is alleen bedoeld voor voetgangers. Ze ligt in het verlengde van de Rietwijkerstraat (Zuid). Aan de westzijde sluit ze niet (goed) aan op een weg, de Voorburgstraat ligt het dichtst bij. Er lag hier al jaren een bruggetje dat vanuit de Rietwijkerstraat eigenlijk het land- en tuinbouwgebied inliep, zo laat een foto uit 1938 zien. Er kwam in 1966/1967 een vaste brug die de hier dertig meter brede Westlandgracht overspant. De brug wordt daarbij ondersteund door twee brugpijlers, die beschermd worden door hanepoten. De brug moest langer worden dan de gracht breed, want de landhoofden zijn niet direct aan de oevers van de gracht geplaatst. De middendoorvaart is 12 meter met aan beide zijden nog een doorvaart van 7,50 meter. Het geheel wordt gedragen door een paalfundering van gewapend beton en dennenhout. Het ontwerp kwam van de Dienst der Publieke Werken, architect Dick Slebos. De brug is "slechts" 1,5 meter breed en bij de landhoofden vrij steil (bijna 8 %).

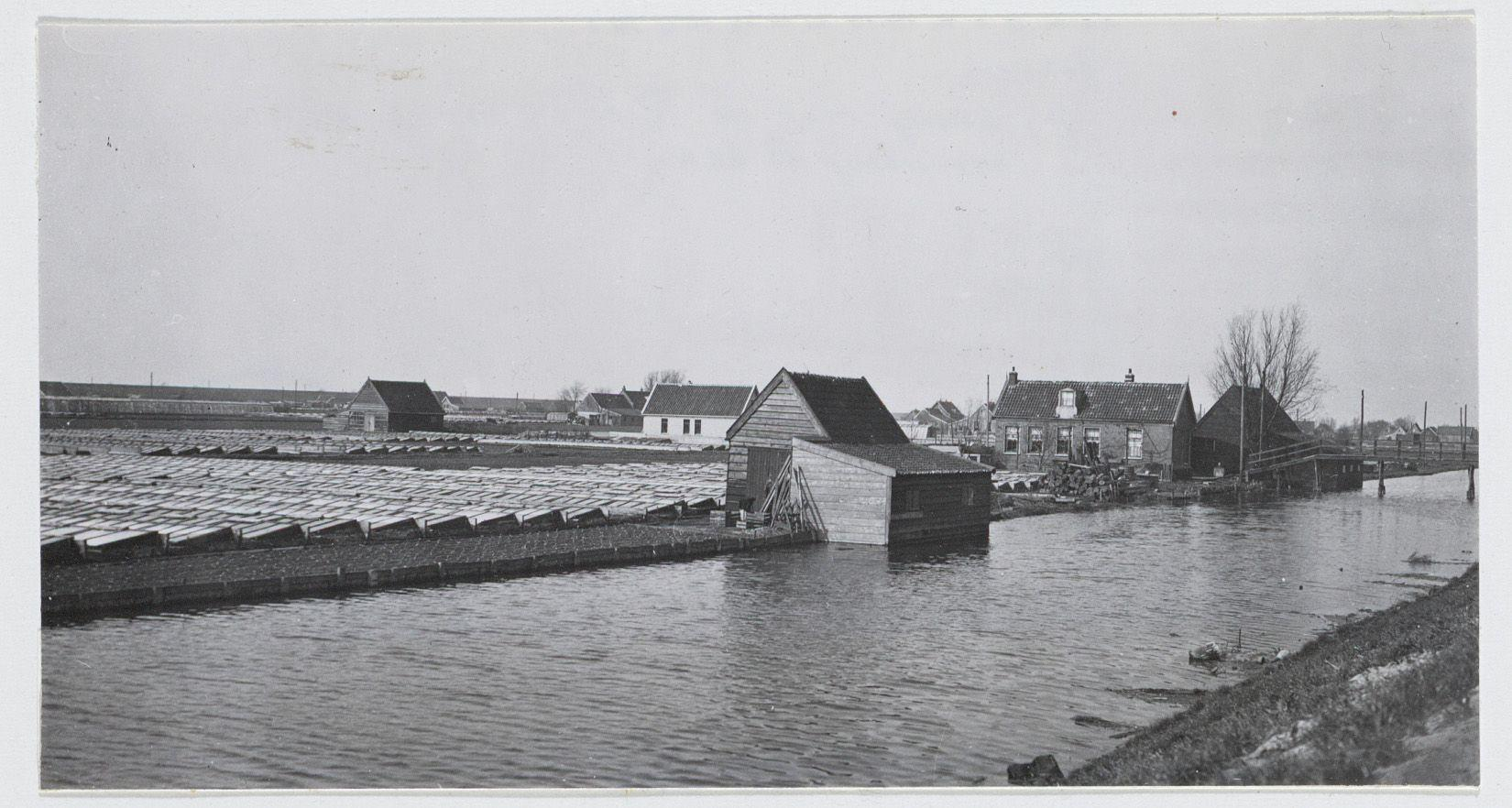
Rechtsmidden de voorloper van brug 392 (1938)

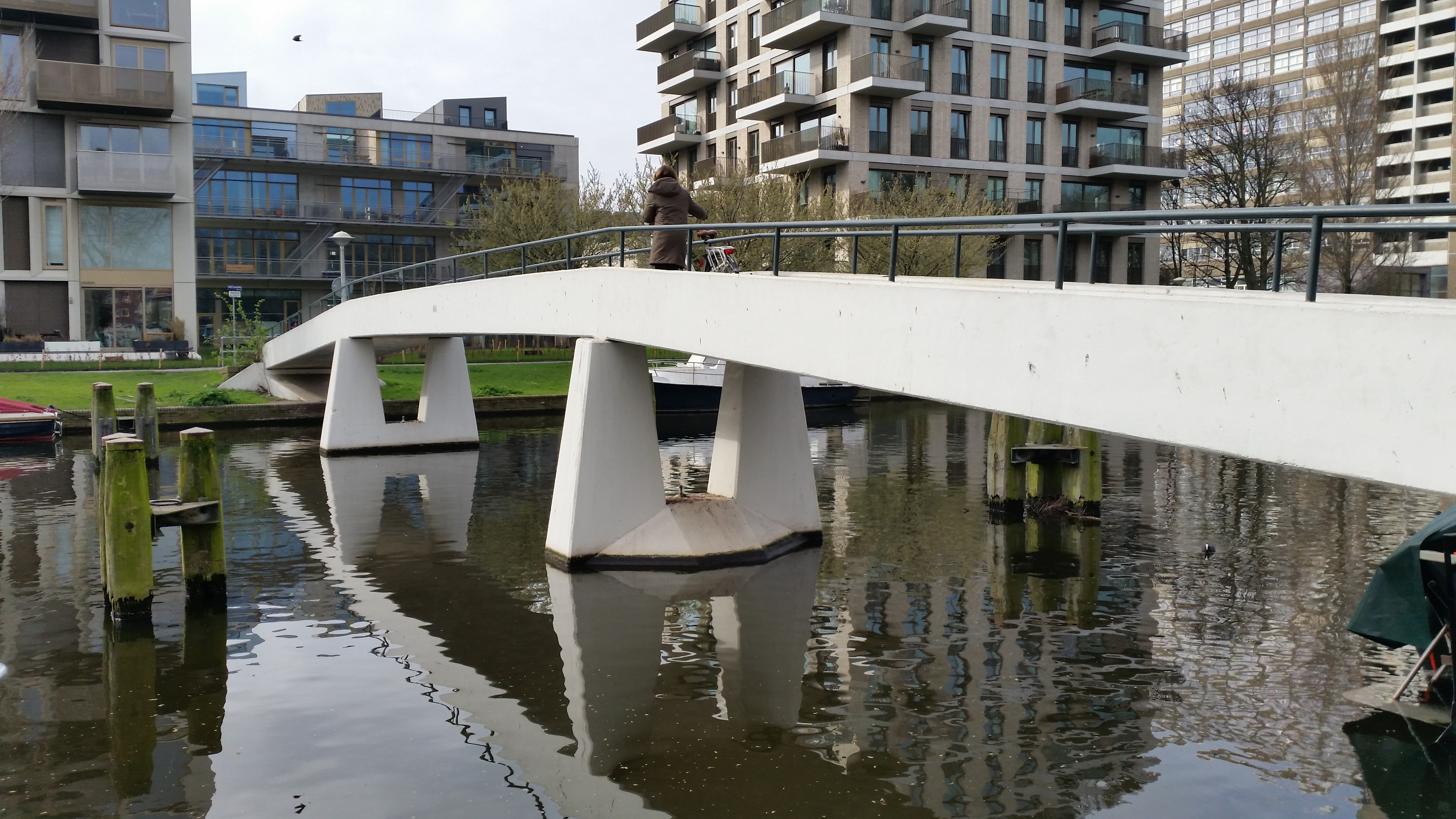
Brug 392 met hanepoten (maart 2019)

<<< · 300 · 301 · 302 · 303 · 304 · 305 · 306 · 307 · 308 · 309 · 310 · 311 · 312 · 313 · 314 · 315 · 316 · 317 · 318 · 320 · 321 · 322 · 323 · 324 · 325 · 327 · 328 · 330 · 331 · 332 · 333 · 334 · 335 · 336 · 337 · 338 · 339 · 340 · 341 · 342 · 343 · 344 · 345 · 346 · 347 · 348 · 349 · 350 · 351 · 352 · 353 · 354 · 355 · 356 · 357 · 358 · 359 · 360 · 361 · 362 · 363 · 364 · 365 · 366 · 367 · 368 · 371 · 372 · 373 · 374 · 375 · 376 · 377 · 378 · 379 · 380 · 381 · 382 · 383 · 385 · 386 · 387 · 388 · 389 · 390 · 391 · 392 · 393 · 394 · 395 · 396 · 397 · 398 · 399 · >>>
Brugnummers 319, 326, 329 (tijdelijke duiker in de Ringspoordijk), 369, 370, 384 zijn niet (meer) vergeven.